# Giustenice
Giustenice (en ligur Giustexine) és un comune italià, situat a la regió de la Ligúria i a la província de Savona. El 2015 tenia 977 habitants.

## Geografia
Té una superfície de 17,22 km² i les frazioni de San Lorenzo, San Michele. Limita amb Bardineto, Magliolo, Pietra Ligure i Tovo San Giacomo.

## Evolució demogràfica
| Gràfica d'evolució de Giustenice entre 1861 i 2011 |
|                                                    |
| Font: ISTAT                                        |